# Río Sarare
El río Sarare es un curso de agua de Venezuela. Se encuentra ubicado en el estado Apure, en la parte occidental del país, a 500 km al suroeste de Caracas, la capital nacional. El río Sarare forma parte de la cuenca del río Orinoco y es un afluente del río Apure.